# Mont d'Ambin

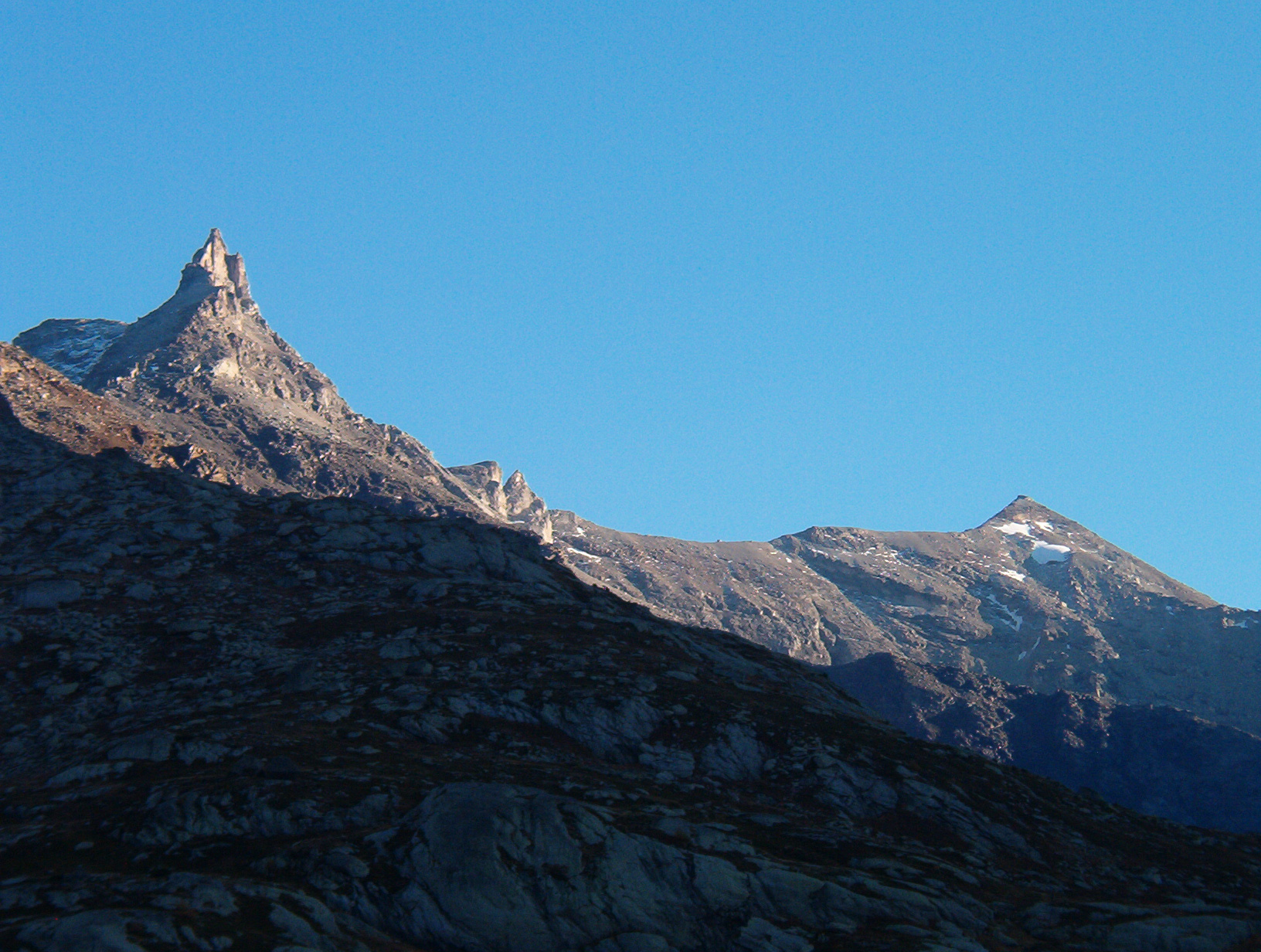
De Dent d'Ambin (links) en Mont d'Ambin (rechts) gezien vanaf de Col du Petit Mont Cenis van Bramans.

De Mont d'Ambin (Frans)  (Italiaans: Rocca d'Ambin) is een 3378 meter hoge berg op de grens van het Franse departement Savoie en de Italiaanse regio Piëmont. De Mont d'Ambin (Rocca d'Ambin) dient niet verward te worden met de 3264 meter hoge Pointe d'Ambin die meer dan drie kilometer verder naar het zuidwesten ligt.

## Ambingroep
De Mont d'Ambin vormt het hoogste (of tweede hoogste) punt van de Ambingroep die ten zuiden van de Col du Mont Cenis ligt. Vaak echter wordt de Sommeiller-groep ook als deel van deze groep gezien, waardoor de Rognosa d'Étache (3383m) de hoogste van de groep zou zijn. In elk geval behoren naast de Mont d'Ambin ook de Dents d'Ambin (3372 m, anderhalve kilometer naar het noordoosten), Pointe Ferrand (3348 m) en Mont Niblè (3365 m) tot deze "Ambingroep".

### Ligging
Aan de Italiaanse zijde ligt de Susavallei met de plaatsen Chiomonte en Exilles. Aan de Franse zijde ligt de Mauriennevallei.
De Ambingroep maakt deel uit van het ruimere Mont-Cenismassief. Ten noordoosten, aan de andere zijde van de Col du Mont-Cenis, ligt de groep met de Pointe de Ronce. Terwijl deze groep wordt gerekend tot de Grajische Alpen, wordt het Ambin-massief doorgaans gerekend tot de Cottische Alpen (in ruime zin).

## Tunnel
Sinds juli 2016 wordt er onder de Ambin-groep (onder de Rognosa d'Étache of onder de Mont d'Ambin) een nieuwe HSL-tunnel geboord: de zogeheten Mont d'Ambin-basistunnel. De nieuwe spoorlijn zou Lyon aan hoge snelheid met Turijn moeten verbinden. Deze 53 kilometer lange spoorwegtunnel onder de Mont d'Ambin zou na de Gotthard-Basistunnel (57 km) en Japanese Seikantunnel de langste tunnel ter wereld worden.